# دیدیه رو
دیدیه رو (فرانسوی: Didier Rous‎؛ زادهٔ ۱۸ سپتامبر ۱۹۷۰) دوچرخه‌سوار اهل فرانسه است.
از باشگاه‌هایی که در آن رکاب زده‌است می‌توان به تیم دوچرخه‌سواری کردیت اگریکول، تیم دوچرخه‌سواری فستینا، و تیم دوچرخه‌سواری دیرکت انرژی اشاره کرد.